# Uaiuara
Genre
Uaiuara est un genre d'araignées aranéomorphes de la famille des Sparassidae.

## Distribution
Les espèces de ce genre se rencontrent en Amérique du Sud et au Panama.

## Liste des espèces
Selon World Spider Catalog (version 25.0, 22/03/2024) :
- Uaiuara amazonica (Simon, 1880)
- Uaiuara barroana (Chamberlin, 1925)
- Uaiuara dianae Rheims, 2013
- Uaiuara jirau Rheims, 2013
- Uaiuara ope Rheims, 2013
- Uaiuara palenque Rheims, 2013
- Uaiuara quyguaba Rheims, 2013
- Uaiuara zungarococha Rheims, 2024

## Systématique et taxinomie
Ce genre a été décrit par Rheims en 2013 dans les Sparassidae.

## Publication originale
- Rheims, 2013 : « A new genus of huntsman spiders (Araneae, Sparassidae, Sparianthinae) from the Neotropical region. » Zootaxa, no 3734, p. 199-220.